# Ilhas dos Dois Grupos

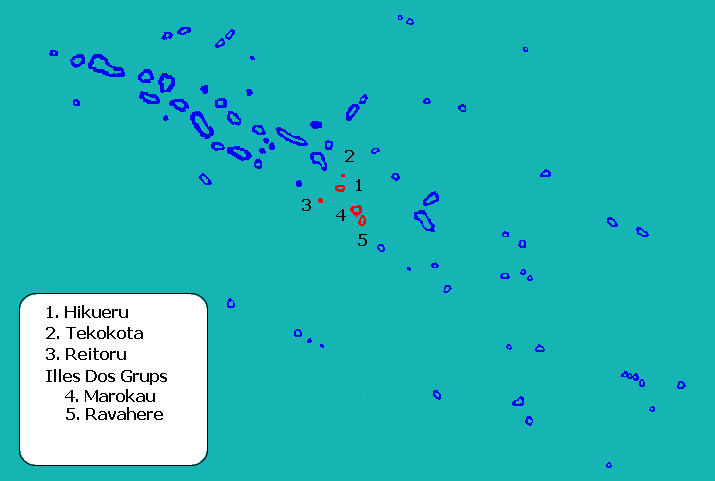
Localização das ilhas dos Dois Grupos no Arquipélago de Tuamotu, elas estão marcadas com o número 4 e 5.

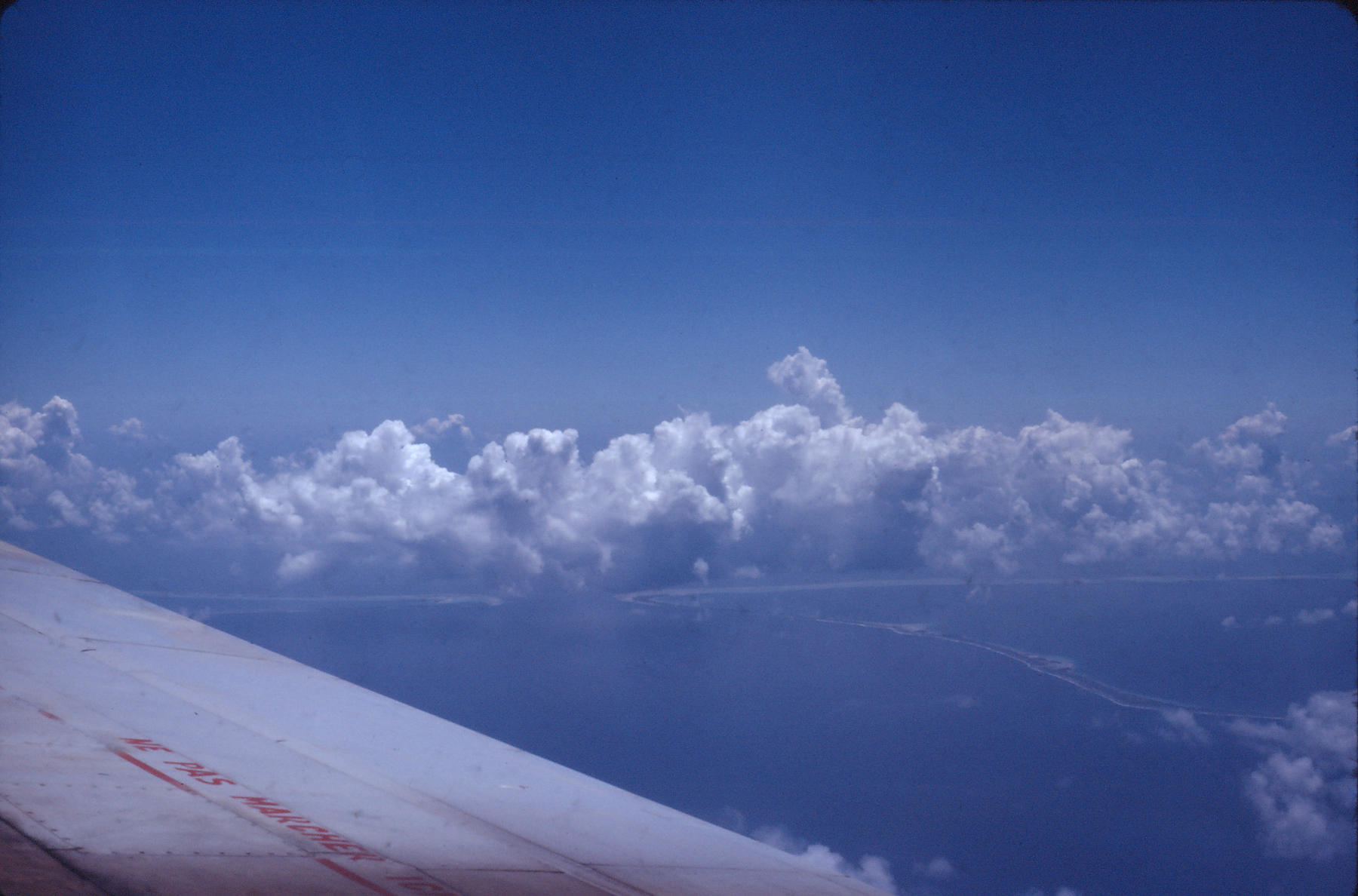
Vista aérea dos atóis de Ravahere (à esquerda) e de Marokau (à direita).

As ilhas dos Dois Grupos (em francês, Îles Deux Groupes) é o nome histórico de dois atóis do arquipélago de Tuamotu, na Polinésia Francesa. São os atóis Marokau e Ravahere, separados por menos de 2 km. Estão situados no centro do arquipélago, a 750 km a este do Taiti, e estão incluídos na comuna de Hikueru.

## Administração
Administrativamente as ilhas dos Dois Grupos pertencem à comuna de Hikueru, que consiste nos atóis de Hikueru, Marokau, Ravahere, Reitoru e Tekokota.

## História
As ilhas dos Dois Grupos foram descobertas por Louis Antoine de Bougainville em 1768, mas foi James Cook, no ano seguinte, quem os nomeou de Dois Grupos (em inglês Two Groups) descrevendo-os como um montagem de ilhas unidas por recifes.